# Arrecife Barrera de Posidonia
El arrecife barrera de Posidonia es un arrecife natural situado en la costa del municipio de Roquetas de Mar (provincia de Almería, Andalucía, España), con una superficie de unas 108 Has. Fue declarado monumento natural el 23 de noviembre de 2001.

## Patrimonio natural
Este entorno natural único en Andalucía y uno de los pocos existentes en España se ubica en una de las escasas franjas no urbanizadas de la costa del municipio de Roquetas de Mar. Tiene la particularidad que en algunas de sus partes las hojas de la posidonia llegan a emerger por encima de la superficie del agua.
La Posidonia es una angiosperma marina que crece en vastas praderas del fondo oceánico. La especie mediterránea es la Posidonia oceanica.
La biodiversidad en las praderas de poseidonia es notable. La gran oxigenación de las aguas debida a la fotosíntesis de estas plantas origina gran cantidad de alimentos aprovechados por multitud de especies marinas. En este singular paraje protegido podemos encontrar más de 800 especies animales distintas, entre las que se cuentan numerosas con gran valor pesquero como doradas (Sparus aurata), lubinas (Dicentrarchus labrax), meros (Epinephelus guaza), salmonetes (Mullus barbatus) o sargos o mojarras (Diplodus vulgaris).

## Explotación de los recursos
La práctica tradicional de la pesca es una actividad común a la práctica totalidad del litoral Mediterráneo. Este enclave, además, al tratarse de una playa virgen, ofrece la posibilidad de las prácticas de deportes marinos como el submarinismo, ofreciendo singulares imágenes de gran espectacularidad.

## Patrimonio arqueológico
La playa de las Palmerillas frente a la que se halla el arrecife alberga las ruinas romanas de la antigua Turaniana datadas en el siglo I.

## Infraestructuras y dotación de servicios
Para llegar a Roquetas de Mar solo existe el autobús de línea como alternativa a los vehículos particulares. La proximidad a la capital de la provincia da las opciones de llegar a esta ciudad que dispone además de estación de ferrocarril, puerto internacional y aeropuerto.